# Elias Nikolaus Ammerbach
Elias Nikolaus Ammerbach, född 1530 i Naumburg an der Saale, död 29 januari 1597, var en tysk organist. 
Ammerbach skrev Orgel- oder Instrumenttabulatur (Leipzig 1571), som förutom förklaring till den så kallade tyska tabulaturen (bokstavnotskrift) och en kort anvisning i orgelspel innehåller en rik samling musikstycken för orgel, huvudsakligen i "galant manér", flerstämmiga, främst fyrstämmiga, sånger, dansmelodier, galliarder, passamezzon och dylikt. Detta var ett på sin tid mycket eftersökt och ansett verk, som på grund av de talrikt förekommande musikstyckena har betydande historiskt intresse.